# Пурки, Донна
До́нна Бёрнс Пу́рки (англ. Donna Burns Purkey; 1943, Торонто — 5 августа 2018, Гор-Бей, Онтарио, урожд. До́нна Бёрнс, англ. Donna Burns) — американская кёрлингистка и тренер по кёрлингу.
В составе женской сборной США участница чемпионата мира 1982 (заняли восьмое место). Чемпионка США среди женщин (1982). В составе женской сборной ветеранов США участница двух чемпионатов мира среди ветеранов (ещё в одном участвовала как тренер); трёхкратная чемпионка США среди ветеранов.
В женском кёрлинге играла на позиции второго.
В 1994—1995 была президентом Ассоциации женского кёрлинга США (англ. United States Women's Curling Association, USWCA).
Скончалась в августе 2018. В её честь назван двухдневный женский турнир по кёрлингу (англ. bonspiel) Donna Purkey Classic, проводимый в кёрлинг-клубе Coyotes Curling Club в американском городе Темпе (штат Аризона).

## Достижения
- Чемпионат США по кёрлингу среди женщин: золото (1982).
- Чемпионат мира по кёрлингу среди ветеранов: бронза (2002).
- Чемпионат США по кёрлингу среди ветеранов: золото (2002, 2007, 2008).

## Команды
| Сезон   | Четвёртый      | Третий        | Второй          | Первый          | Запасной          | Турниры                         |
| ------- | -------------- | ------------- | --------------- | --------------- | ----------------- | ------------------------------- |
| 1981—82 | Рут Швенкер    | Стефани Флинн | Донна Пурки     | Кэтлин Уилсон   |                   | ЧСШАЖ 1982 · ЧМ 1982 (8 место)  |
| 2001—02 | Nancy Dinsdale | Донна Пурки   | Linda Handyside | Ray Morgan      | Barbara Corneslen | ЧСШАВ 2002 · ЧМВ 2002           |
| 2006—07 | Pam Oleinik    | Laurie Rahn   | Susan Curtis    | Jo Ann Matthews | Донна Пурки       | ЧСШАВ 2007                      |
| 2007—08 | Pam Oleinik    | Laurie Rahn   | Susan Curtis    | Jo Ann Matthews | Донна Пурки       | ЧСШАВ 2002 · ЧМВ 2008 (5 место) |

(скипы выделены полужирным шрифтом)

## Результаты как тренера национальных сборных
| Год  | Турнир                                          | Сборная                | Место |
| ---- | ----------------------------------------------- | ---------------------- | ----- |
| 2012 | Чемпионат мира по кёрлингу среди ветеранов 2007 | США (женщины ветераны) | 3     |